# Stuart Hameroff
Stuart Hameroff (Buffalo, Nova York, 16 de julho de 1947) é um médico anestesiologista estadunidense, professor na Universidade do Arizona, conhecido por seus estudos da consciência.

## Trajetória Profissional
Hameroff formou-se na Universidade de Pittsburgh, e seu grau de médico é do Hahnemann University Hospital, onde estudou antes de se tornar parte da Universidade Drexel. Fez estágio no Centro Médico de Tucson, Arizona, em 1973. A partir de 1975, passou toda a sua carreira na Universidade de Arizona, tornando-se professor no Departamento de Anestesiologia e Psicologia e diretor associado do Centro de Estudos da Consciência e, finalmente, professor emérito de Anestesiologia e Psicologia em 2003.

## Teorias
Entre os seus trabalhos de investigação esta um ligado ao câncer que despertou seu interesse pelo papel desempenhado por microtúbulos na divisão celular, e levou-o a especular que eles foram controlados por alguma forma de computação. É também sugerido por ele que uma parte da solução do problema da consciência pode estar na compreensão das operações de microtúbulos em células do cérebro, as operações a nível molecular e supramolecular.
Essas idéias são discutidas em seu primeiro livro, Ultimate Computing (1987). O livro estava especialmente preocupado com o processamento da informação e, de forma secundária, trata da consciência.